# Andrena cercocarpi
Andrena cercocarpi är en biart som beskrevs av Cockerell 1936. Andrena cercocarpi ingår i släktet sandbin, och familjen grävbin. Inga underarter finns listade i Catalogue of Life.